# 와자크인

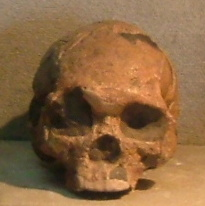

와자크인(Wadjak man)은 1889년 인도네시아의 자바 섬에서 출토된 현생인류에 속하는 인류 화석이다. 외젠 뒤부아에 의해 발견되었다.
인도네시아에서 출토된 신인(新人)에 속하는 화석인류로 자와섬을 탐사하던 외젠 뒤부아는 1889년과 1890년에 자바 섬 동부 툴룽아 궁 근처에 있는 와자크의 석회암단애(石仄岩斷崖)에서 남녀 각각 1개의 두개골을 발견했는데 홍적세 후기 말 또는 충적세 초기였다. 1890년에는 솔로강변의 상층에서 약 2만년 전의 지층에서 이빨과 팔다리뼈 화석을 추가로 발굴하였다.
두골은 크고 장두형 얼굴이며 현생인류의 인골임에도 안와상융기(眼窩上隆起)가 발달했다. 코뼈의 돌출은 약하고 치조성돌악(齒槨生突顎)이 발달해 있으며 하악골(下顎骨, 아래턱뼈)은 튼튼하고 아래턱 융기가 있다. 신인으로서는 매우 원시적인 특징을 지니고 있다. 처음에는 자바의 솔로인과 현재의 오스트랄로이드의 중간적 위치를 차지하는 것으로 해석되었으나 후에 5, 6만년 전에 자와섬에 건너온 현생인류와 솔로인의 혼혈의 증거로 해석되기도 한다.

## 같이 보기
- 호모 에렉투스 솔로엔시스
- 코스완프인
- 자바 원인